# Casa Detwiler

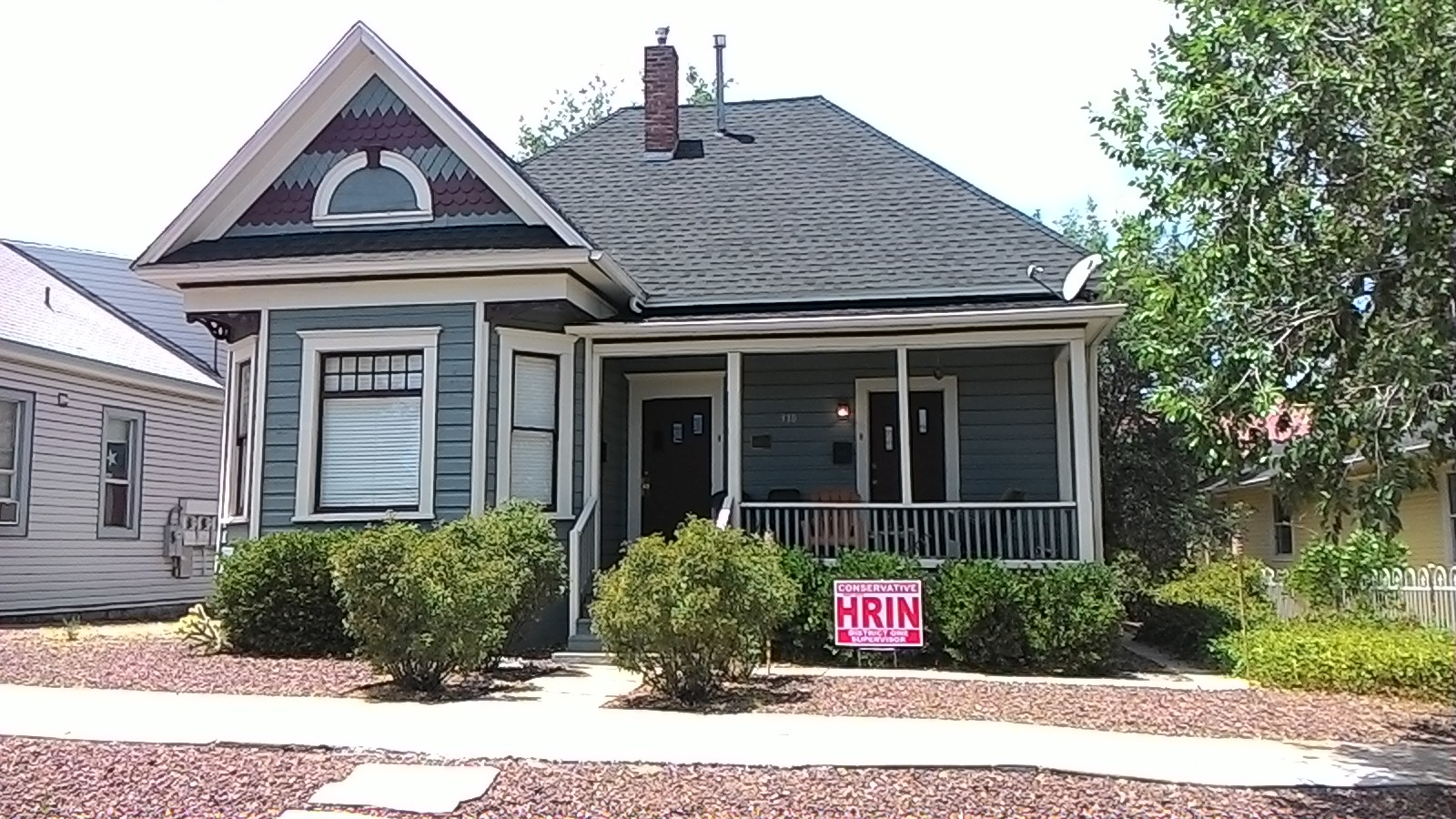
Casa Detwiller

A Casa Detwiler, em 310 N. Alarcon em Prescott, Arizona, foi construída por volta de 1900. Ela foi listada no Registo Nacional de Locais Históricos em 1978.

## História
É significativa como a casa de J. S. "Whistling Jack" Detwiler e da sua família. Detwiler era um conhecido engenheiro ferroviário da ferrovia Santa Fé, Prescott e Phoenix. Posteriormente, foi a casa dos pais de Ernest Love (1895–1918), um herói local da Primeira Guerra Mundial, homónimo de Ernest A. Love Field.
É uma estrutura de madeira com cerca de 30 ft × 45 ft (9.1 m × 13.7 m).